# 프랑스 헌법
현행 프랑스 헌법은 1958년 10월 4일 기존의 프랑스 제4공화국(1946년 - 1958년) 헌법을 대체하여 입법된 헌법이다. 이 헌법의 공표로 프랑스 제5공화국이 수립되었기에 프랑스 제5공화국 헌법이라고 부른다. 미셸 드브레가 헌법의 초안을 작성하였고 발효 이후 2011년 1월 말까지 24회의 개정이 있었다.

## 개요
프랑스 헌법은 프랑스의 국체를 정의하고 국가 기구의 종류와 구성 방법을 정하며, 인민의 기본권을 보장하고 시민의 권리와 의무를 규정한다. 프랑스 헌법의 전문은 1789년 인권선언과 이를 보완한 1946년 프랑스 헌법에서 보장된 인권, 2004년 환경헌장에 정의된 권리와 의무를 계승한다고 명시하고 있다. 헌법의 전문은 기존에는 선언적 의미만 인정되었으나 프랑스 헌법평의회가 1970년 결정에서 헌법 전문을 근거로 삼으면서 이후 실질적 효력이 인정되고 있다.

## 역사

### 인간과 시민의 권리선언

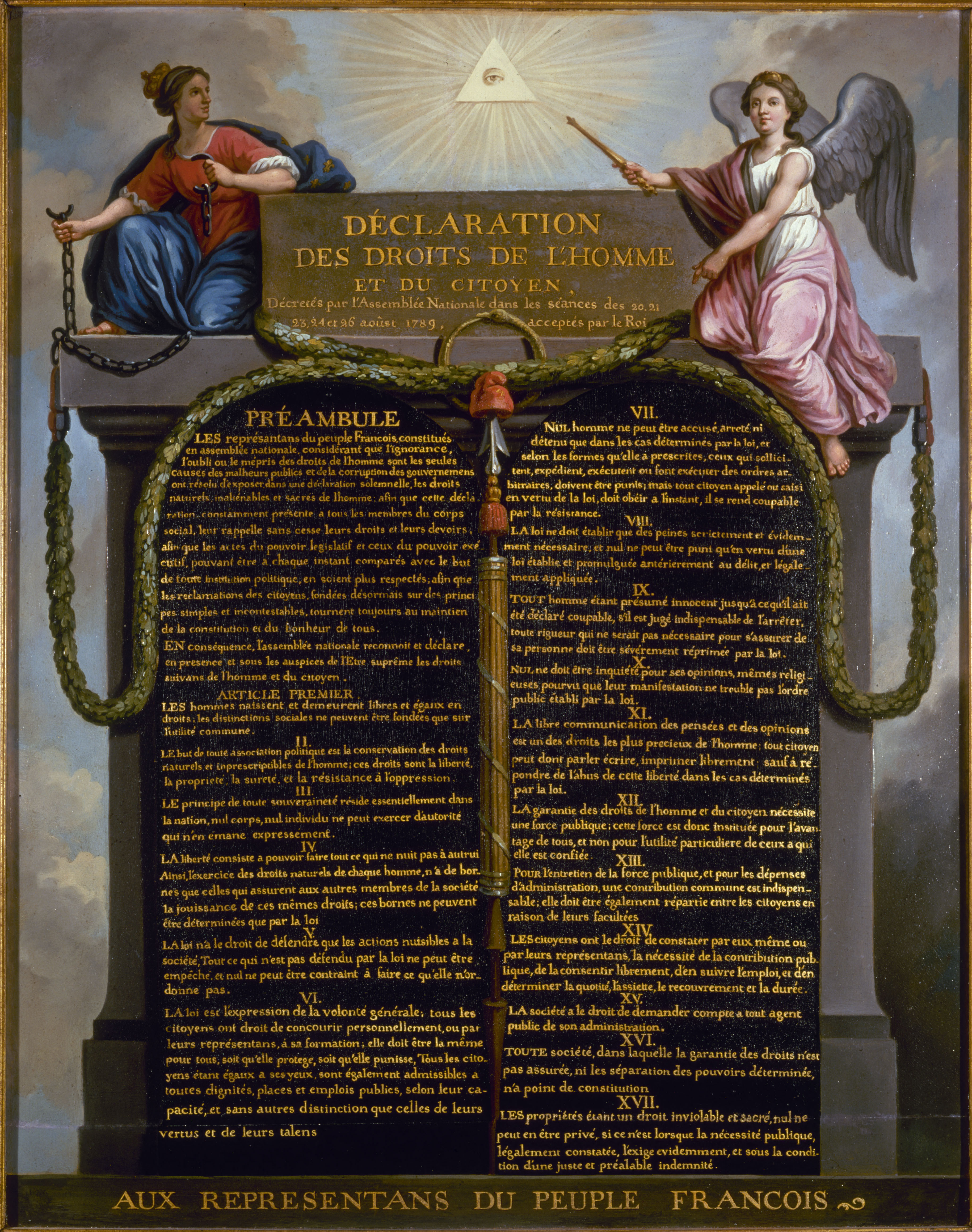
인간과 시민의 권리선언

프랑스의 법체계는 근세 프랑스의 복잡한 역사를 지나며 형성되기 시작하였다. 프랑스 혁명 이전의 프랑스의 법률은 기본적으로 군주의 신체와 국가의 기능을 구분하지 않았으며, 고대 로마 시기부터 내려오던 살리카법과 삼부회를 바탕으로 관습적 자치권, 그리고 국왕참사회를 통한 통치와 같은 몇 가지 국가의 기본법을 바탕으로 유지되고 있었다. 그러나 이 모든 것은 대부분 성문화되지 않은 관습법이었으며, 중대한 국사에 대해서만 국왕이 특별히 칙령을 선포하였다. 절대주의 시기 프랑스의 주권은 국왕 한 사람에게 있었고, 루이 14세는 쥘 마자랭이 사망하자 국왕참사회의 폐지와 국왕 친정을 선포한다.
계몽주의가 발전함에 따라 민주주의에 대한 논리가 발전하기 시작하였다. 계몽주의자들은 국가를 사회계약설에 의한 공동체로 파악하였고, 따라서 국가의 운영에 성문법이 필요하다고 보았다. 또한, 국가의 운영에서 독재를 방지하려면 삼권 분리가 필수적이라고 생각하였다. 이들은 자연법 사상에 따라 시민 개개인에게 양도할 수 없는 기본권이 존재한다고 믿었고 이를 명문화해야 한다고 주장하였고 프랑스 혁명과 함께 인간과 시민의 권리선언을 만들었다. 흔히 1789년 인권선언으로 불리는 이 선언은 기본권, 주권 제민, 삼권 분리를 규정한 최초의 성문 헌법이다.

### 제1공화국에서 나폴레옹 전쟁까지
인간과 시민의 권리선언은 비록 프랑스 혁명의 이상을 구현한 헌장이었지만, 혁명 이후 정부의 구성과 국체의 확립은 순탄하지 않았다. 애초 혁명 직후 수립된 국민의회는 루이16세의 왕권을 정지하였지만 공화국을 천명할 생각은 없었다. 이들은 왕국에서 절대주의를 제거한 입헌군주제를 목표로 하여 프랑스 입헌왕국을 수립하였다.
루이 16세를 비롯한 왕가와 앙시앵 레짐의 귀족들이 혁명 전복을 기도하는 가운데 새로 탄생한 공화국은 오스트리아를 비롯한 주변국과 전쟁의 위기에 처했다. 이런 상황에서 혁명 정부 겸 입법부의 역할을 하고 있던 국민공회는 공화파인 지롱드파가 다수를 점하고 있었다. 루이 16세가 국외 망명을 시도하다 체포되자 국민공회는 그를 단두대로 처형하였다. 이로서 왕정이 종식된 프랑스는 1791년 최초의 근대적 선거에 의해 선출된 국민제헌의회에 의해 1791년 프랑스 헌법을 제정하고 국체를 공화국으로 선포하여 프랑스 제1공화국이 출범하였다. 당시 헌법의 전문에서 선포한 "통합적이고 나뉠 수 없는 공화국"은 현행 헌법 전문 제1조에도 남아있다.
신생 프랑스 공화국의 정치는 매우 어수선하였다. 주변의 제후들은 여전히 공화국 전복과 앙시엥 레짐의 복귀를 획책하고 있었고, 국내에서는 자코뱅파의 산악파가 정적들을 반혁명 세력으로 몰아 숙청하는 공포 정치를 펼쳤다. 1793년 프랑스 헌법은 자코뱅의 공포 정치를 합리화 하기 위해 제정된 헌법이었지만 "인민 주권"을 처음으로 명문화 하였다.
자코뱅의 공포 정치는 결국 테르미도르의 쿠데타로 막을 내렸다. 그러나 불안정한 정치 상황은 더욱 흔들릴 뿐이었다. 1795년 공화력 3년 헌법은 확고한 삼권 분립과 의회의 양원제를 도입하였으나 매우 비효율적이었다. 1799년 나폴레옹 보나파르트는 쿠데타로 정권을 장악하고 공화력 8년 헌법으로 통령정부를 수립하였다. 이후 프랑스의 권력은 나풀레옹에게 집중되기 시작하였고 브뤼메르 18일 쿠데타를 통해 통령정부는 붕괴하여 나폴레옹 1인 종신 통령제가 실시되었다. 공화력 12년 헌법을 통해 프랑스 제1제정이 수립되어 나폴레옹은 황제에 오르게 된다.
나폴레옹은 계속하여 여러 나라와 전쟁을 벌였다. 이를 나폴레옹 전쟁이라 한다. 나폴레옹 전쟁은 워털루 전투를 끝으로 나폴레옹이 실각하면서 끝났고, 그 결과 열린 빈 회의에서 결정된 빈 체제는 유럽을 나폴레옹 전쟁 이전으로 돌리고자 하였다. 프랑스에도 왕정 복고가 이루어져 7월 왕정이 수립되었다.

### 제2공화국에서 제3공화국까지
빈 체제 이후에도 프랑스에서 공화국에 대한 열망은 사라지지 않았고, 결국 1848년 2월 혁명이 일어나 프랑스 제2공화국이 출범하였다. 1848년 프랑스 헌법은 프랑스 제2공화국의 국체를 정의한 헌법이다. 이 헌법은 선거권을 가진 유권자를 "21세 이상의 전과가 없는 모든 남성"으로 규정하여 이전까지 있었던 납세 기록 제한을 철폐하였다. 이로서 남성들에 대한 보통선거가 시작되었다. 그러나 여성 참정권은 여전히 주어지지 않았다. 또한 이 헌법은 노예제를 완전히 폐지하였다.
프랑스 제2공화국은 통령이었던 루이 나폴레옹 보나파르트(나폴레옹 보나파르트의 조카)의 쿠데타로 종식되고 조카는 삼촌의 전례에 따라 황제에 올라 나폴레옹 3세가 되었다. 1852년 프랑스 헌법으로 출발한 프랑스 제2제정은 1870년 보불전쟁에 패할 때까지 유지되었다. 나폴레옹 3세의 보불전쟁 패배 이후 1875년 프랑스 헌법이 재정되었고 프랑스 제3공화국이 출범하였다.
프랑스 제3공화국은 혁명 이후 가장 안정적인 공화국이었다. 이 시기 프랑스는 벨 에포크로 불리는 경제 성장과 문화 발전의 시기를 맞았다. 이 시기는 종종 프랑스의 황금기로 평가된다. 20세기 초 제1차 세계대전은 파리까지 포격을 당하는 위기였지만, 1차 세계 대전 이후로도 프랑스는 세계적인 선진국 가운데 하나였다.

### 제2차 세계 대전과 제4공화국
제2차 세계 대전이 일어난 지 얼마 지나지 않아 프랑스는 항복을 선언하였고 비시 정부가 수립되었다. 그러나, 샤를 드 골을 중심으로 한 자유 프랑스는 정부의 항복을 인정하지 않았고 레지스탕스 운동을 벌이며 항전하였다. 2차 대전이 연합국의 승리로 끝나자 자유 프랑스 역시 연합국의 일원으로 프랑스를 탈환하였다.
1946년 프랑스 헌법으로 프랑스 제4공화국이 출범하였다.

### 제5공화국
1958년 10월 4일 현재의 헌법이 재정되어 프랑스는 제5공화국이 되었다. 제5공화국 헌법의 개정은 드골주의에 대한 비판에서 출발한다. 대통령이 너무 강력한 행정권을 갖고 있어 정부에 대한 의회 통제가 어렵다는 점이 정치 구조 변화의 주요 원인이었다. 이에 따라 현행 개정 헌법은 총리와 장관은 대통령이 임명하지만 국회가 이들을 불심임하여 퇴임시킬 권리를 갖는다. 이를 이원집정부제라고 한다.

### 연표
프랑스 혁명 이후 프랑스의 헌정 연표는 아래와 같다.:11-12
| 헌정 체제           | 헌법                         | 지속 기간                        | 특기 사항 |
| ------------------- | ---------------------------- | -------------------------------- | --- |
| 군주제              | 1791년 프랑스 헌법           | 1791 - 1792년                    | - 대의제 - 제한선거(선거권 취득세를 납부한 성인 남성에게만 투표권이 있음) - 강화된 권력분립(대통령제 유형) - 국민 주권 선언 - 인간과 시민의 권리선언 |
| 제1공화국           | 1973년 프랑스 헌법           | 정치 상황으로 미적용             | - 권력의 융합(회의제) - 인민 주권 선언 - 보통선거 및 민주주의 선언 - 국민투표의 도입 - 인민에 의한 채택                                              |
| 제1공화국           | 공화력 3년 헌법              | 1795 - 1799년                    | - 강화된 권력분립(대통령제 유형) - 제한 선거 - 국민 주권 - 양원제                                                                                    |
| 제1공화국           | 공화력 8년 헌법              | 1799 - 1804년                    | - 통령 정부 - 제1집정관에 유리한 권력융합 - 위헌법률심사제도의 시초                                                                                  |
| 제1제정             | 공화력 12년 헌법             | 1804 - 1814년                    | - 황제 독재 |
| 제1제정             | 1815년 프랑스 헌법           | 1815년 4월-6월 (백일천하)        | - 의회주의 성격의 권력공화제 |
| 왕정복고 (7월 왕정) | 1814년 헌장                  | 1814 - 1830년                    | - 군주 주권 - 이원적 의회제 - 제한 선거 |
| 왕정복고 (7월 왕정) | 1830년 헌장                  | 1830 - 1848년                    | - 국민 주권 - 연성 헌법 |
| 제2공화국           | 1848년 프랑스 헌법           | 1848 - 1851년                    | - 남성보통선거선언 - 노예제 폐지 - 강화된 권력분립(대통령제 유형) - 대통령 직선                                                                      |
| 제2제정             | 1852년 프랑스 헌법           | 1852 - 1870년                    | - 황제 존엄 선언 - 황제 독재 - 위헌법률심사제도 - 국민투표                                                                                           |
| 제2제정             | 1870년 프랑스 헌법           | 1870년 5월-9월                   | - 의회제 복귀 |
| 제3공화국           | 과도기                       | 1871 - 1875년                    | - 회의제 연성 헌법 - 1871년 리베 법률 및 1873년 드블로글리 법률                                                                                      |
| 제3공화국           | 1875년 프랑스 헌법           | 1875 - 1940년                    | - 의회 중심 정치 체계 |
| 비시 정부           | 헌정 중단기                  | 1940년 7월 11일 - 1944년 8월 9일 | - 나치 점령기 괴뢰정부 - 같은 시기 샤를 드 골의 자유 프랑스 망명정부가 임시 헌법 선언                                                                |
| 제4공화국           | 1946년 프랑스 헌법           | 1946 - 1958년                    | - 강력한 대통령 중심제 - 식민지를 포함한 프랑스 연합 선언 - 사회적 권리 선언                                                                         |
| 제5공화국           | 1958년 프랑스 헌법 현행 헌법 | 1958년 - 현재                    | - 이원집정부제 도입 - 위헌법률심사제도 - 동거정부의 출현                                                                                             |

## 구조
프랑스 헌법의 구성은 다음과 같다.
- 전문과 제1조 - 1789년 인권선언과 1946년 프랑스 헌법에서 보장한 인권 보장, 비종교적 사회적 공화국 명시, 남녀평등 선언
- 제1장 주권 - 프랑스의 국어, 국기, 국가, 국시 명시. 국민 주권에 의한 참정권과 선거, 정당 활동 정의
- 제2장 대통령 - 대통령의 권한과 의무, 선출 방법 등
- 제3장 정부 - 프랑스 총리와 국무위원의 구성과 권한, 의무 등
- 제4장 의회 - 프랑스 국회와 프랑스 상원의 구성, 역할 등
- 제5장 의회와 정부의 관계 - 국회의 입법과 정부의 행정 사이의 상호 견제, 전쟁 및 파병에 대한 국회의 승인, 계엄령 선포 권한 등. 국회는 정부를 불신임할 수 있음(이원집정제)
- 제6장 조약과 협정 - 조약 비준의 효력과 절차, 국제사법위원회의 권위 인정 등
- 제7장 헌법위원회 - 헌법평의회의 구성 및 권한
- 제8장 사법권 - 판사와 검사가 모두 사법부 관할, 판사의 대표는 파기원 원장이, 검사의 대표는 검찰 총장이 일임.
- 제9장 최고법원 - 최고 법원의 구성과 관할 정의
- 제10장 정부구성원의 형사책임 - 국가기관 또는 공무원의 과실이나 범죄는 국참사원이 판단함.
- 제11장 경제사회환경위원회 - 정부 입안의 심의 및 국회 발의
- 제11장의2 시민권리보호관 - 공공기관에 의한 시민의 기본권 침해 감찰
- 제12장 지방자치단체 - 지방자치단체의 구성과 권한
- 제13장 누벨칼레도니 관련 경과규정 - 남태평양 해외 영토인 누벨칼레도니의 지방자치에 대한 경과규정
- 제14장 프랑스 공용어권 제휴 협정 - 프랑스어권에 대한 제휴
- 제15장 유럽연합 - 유럽 연합 가입과 유럽 의회의 선거와 입법 사항에 대한 심의 등. 프랑스 의회는 유럽 의회의 입법 안이 프랑스 법률에 반한다고 판단될 경우 유럽 사법재판소에 제소할 수 있다.
- 제16장 개정 - 헌법의 개정 절차 등

### 통치 구조
프랑스 헌법은 두 가지 해석이 경합하는 반대통령제 체제를 수립했다. 한 가지 견해는 행정부는 공화국 대통령과 의원내각제에서 흔히 있는 총리로 구성되며, 대통령은 상징적 존재일 뿐이고 총리가 정부를 이끌어가는 것이다. 이 견해는 대통령은 헌법이 준수되도록 유의하도록 하는 헌법 제5조와 총리는 정부의 활동을 지휘한다는 제21조에 근거한다.
다른 견해로는 의회는 매우 약하며 의회는 제한적인 입법권을 갖는다는 것이다. 헌법 제34조에는 의회의 법률로 정할 사항이 열거되어 있는데 여기에 열거된 것은 입법부의 전속 권한이고 나머지는 행정부의 권한에 속한다는 것이다. 대통령은 국민투표부의권과 의회해산권이라는 핵심적인 권력을 갖는다. 의회는 정부에 대한 불신임결의를 할 수 있지만 1962년 이래 의회 다수는 정부를 신임해 왔다.
제5공화국의 첫 대통령인 샤를 드골은 강력한 대통령의 권한을 추구하며 두 번째 해석을 지지했다. 1981년 당선된 최초의 사회주의적 대통령인 프랑수아 미테랑 역시 마찬가지였다.
1986년부터 시간이 지나며 의회 다수파가 대통령을 지지하지 않는 세력이 차지하게 되었다. 대통령 의회 다수당 출신의 인사를 총리로 임명하는 것을 동거정부라고 한다. 동거정부는 헌법이 대통령의 권한으로 규정한 것을 제외한 다른 모든 권한은 총리가 행사하게 된다. 2000년 의회와 임기를 맞추도록 대통령의 임기를 7년에서 5년으로 단축하는 개헌이 이루어지면서 대선과 총건이 비슷한 시기에 치러져 동거정부가 탄생할 가능성은 낮아지게 되었다.
프랑스 헌법은 대통령과 의회의 선출 및 정부의 구성과 권한, 기관간의 관계를 규정하고 있다. 헌법기관으로 사법부, 탄핵 사건을 관장하는 최고사법법원, 헌법평의회와 경제사회환경이사회를 두도록 규정하고 있다.

### 조약과 유럽 연합
프랑스 헌법 제55조는 적법하게 비준되어 공포된 조약은 프랑스의 법률보다 우선하는 효력을 갖도록 규정하고 있다. 제15장에서는 상호주의 원칙 및 유럽연합 조약에 따라 유럽의 경제 분야에서 통화 연합을 구축하기 위한 권한 이양 및 상호주의 원칙과 유럽공동체 창설협약에 따른 사람의 자유로운 이동에 필요한 권한의 이양을 규정하고 있다.

## 헌법의 원칙
1971년 이전에는 행정권이나 사법권이 법의 일반원칙을 준수하여야 했지만 입법권에는 별다른 제약이 없었다. 선출되지 않은 법관이나 다른 임명직 공무원이 국민으로부터 선출된 의원으로 구성된 의회에서 의결한 법률을 무효화시킬 수 없다고 여겨졌다.

### 합헌성 블록
1971년 프랑스 헌법평의회의 71-44DC 결정은 헌법 전문을 인용하며 헌법 전문에 명시된 인간과 시민의 권리 선언이 천명한 원칙을 위반하는 법률에 대해 위헌결정을 선고하였다. 당시에는 이것이 사법 쿠데타로 여겨졌으나 이 결정은 현재의 헌법평의회에 의한 위헌 심사의 기반이 되었다.
"합헌성 블록"은 헌법전 그 자체는 아니지만 헌법 전문이 언급하고 있는 다른 규범으로 헌법적 가치를 가지는 규범을 말한다. 합헌성 블록에 포함되는 규범은 다음과 같다:
- 인간과 시민의 권리 선언
- 1946년 헌법 전문 (양성평등과 사회권에 관한 부분)
- 2004년 환경 헌장

이로 인해 법률이 헌법위원회의 심사 대상이 될 가능성이 확대되었다.

### 공화국의 원칙
프랑스 헌법에는 다음과 같은 원칙을 규정하고 있다.
- 사회 복지: 모든 사람은 공적 서비스를 받을 수 있으며 필요한 경우에 국가의 도움을 받을 수 있다.
- 라이시테: 종교는 정치로부터 분리되며 종교의 자유가 보장된다.
- 민주주의: 의회와 정부를 국민으로부터 선출하여 구성한다.
- 불가분성: 프랑스인은 하나의 언어인 프랑스어를 사용하는 단일 국가이며, 모든 국민은 평등하다.

## 헌법 개정
프랑스 헌법 제89조에서 헌법개정에 관한 조항을 두고 있다. 헌법개정안은 의회 양원에거 가결되어야 하며, 그 후 프랑스 양원합동회의(Congrès)에 회부하여 유효투표 중 5분의 3의 찬성으로 승인을 받거나 국민투표에 부쳐야 한다.
1962년에, 샤를 드골은 대통령 직선제를 제안하였다. 그는 헌법개정안을 제11조에 따른 국민투표에 부침으로써 헌법개정절차를 우회하였다. 제11조는 공권력의 조직 등에 관한 정부입법안을 국민투표에 부칠 수 있는 조항이었는데 이 조항을 이용하였다. 1962년 10월 프랑스 국민투표에서 62%의 찬성을 얻어 통과되었다. 이 개헌으로 의회에서 거부되었을 대통령 직선제가 가능하게 되었다.
이 국민투표에 대해 당시에는 대단히 논란이 컸지만 프랑스 헌법평의회는 입법행위(법률)의 위헌 여부만을 심사할 수 있고 행정행위는 심사할 수 없다고 결정했다. 이 국민투표가 행정부에서 제안되었으므로 위헌 여부를 심사할 수 없었다. 국민투표가 주권자의 의지를 표현한 것이므로 헌법평의회는 개헌안이 채택되었다고 선언했다.
헌법 제11조는 1969년 헌법 개정 국민투표에서 마지막이자 두 번째로 이용되었는데, 이때에는 반대표가 우세했고, 결국 샤를 드골은 대통령직에서 사임하였다.
2008년 7월, 프랑스 의회는 니콜라 사르코지 대통령이 제안안 개헌안을 통과시켰다. 이 개헌안에는 대통령 2회 연임 제한을 도입하고, 의회에 대통령의 인사권에 대한 거부권을 부여하며, 대통령이 의회에서 연설할 수 있도록 하고, 대통령의 일반사면권을 폐지하였다.

## 같이 보기
- 입헌주의
- 헌법평의회 (프랑스)
- 프랑스 제5공화국
- 프랑스의 정치

## 읽을거리
- “Constitution”. 《Journal Officiel de la République Française》 (프랑스어): 9151–9173. 1958년 10월 5일. 2022년 7월 7일에 원본 문서에서 보존된 문서. 2012년 5월 14일에 확인함.
- Ghevontian, Richard (1979). 《L'élaboration de la Constitution de la Ve République》 (Th. Etat). Aix-en-Provence.
- Jamot, Didier (2019). 《Annuaire des engagements internationaux ayant fait l'objet d'une loi d'autorisation sous la Ve République》. Logiques juridiques (프랑스어). Paris: L'Harmattan. ISBN 978-2-3431-6237-9.
- Oliva, Éric; Sandrine Giummarra (2011). 《Droit constitutionnel》. Aide-mémoire (프랑스어) 7판. Paris: Sirey. ISBN 978-2-247-10965-4.
- Frédéric Monera, L'idée de République et la jurisprudence du Conseil constitutionnel – Paris : L.G.D.J., 2004 -.
- Martin A. Rogoff, "French Constitutional Law: Cases and Materials" – Durham, North Carolina: Carolina Academic Press, 2010.